# واردزیا
وارْدْزیا (به گرجی: ვარძია) نام یک شهر سنگی در جنوب گرجستان است. این شهر از تعداد زیادی خانه‌های غار مانند و یک صومعه تشکیل شده‌است که در دامنه‌های کوه اروشتی و در سمت چپ ساحل رودخانهٔ متکواری ساخته شده‌است که در ۳۰ کیلومتری آسپیندزا قرار دارد. دورهٔ اصلی این بنا به نیمهٔ دوم قرن دوازدهم میلادی بر می‌گردد. این غارها در امتداد پرتگاه تا ۵۰۰ متر و در بالا تا ۱۹ ردیف امتداد دارند. کلیسای تعهد که به سال‌های ۱۱۸۰ میلادی بر می‌گردد در عصر طلایی گرجستان، و در زمان ملکه تامار و شوتا روستاولی، مجموعه‌ای از نقش‌های مهم بر دیوارهای آن نقاشی شده‌است. پس از تسلط عثمانی براین منطقه در قرن شانزدهم میلادی، این مکان تا حد زیادی متروکه شد و اکنون نیز به عنوان بخشی از میراث ملی محفوظ مانده‌است. در واقع منطقهٔ وسیعی از این منطقه با عنوان کتیبهٔ آینده در لیست میراث جهانی یونسکو به ثبت رسیده‌است.

## معماری
حفاری‌های مربوط به دورهٔ برقراری اتحاد بین جمهوری‌های موسوم به شوروی، نشان می‌دهند که واردزیا در عصر برنز مسکونی بوده‌است و این موضوع نشان دهندهٔ تأثیر و نفوذ فرهنگ منطقهٔ تریالتی گرجستان در این منطقه بوده‌است. مراحل ساختمانی در واردزیا اینگونه مشخص می‌شود.
مرحلهٔ اول: هنگام سلطنت گیورگی سوم (۱۱۵۶ – ۱۱۸۴) م، در این مرحلهٔ زمانی، این مکان در معرض دید قرار داشته و اولین غار به منظور سکونت حفر شده‌است.
مرحلهٔ دوم: بین مرگ او (گیورگی سوم) و ازدواج جانشین وی ملکه تامار در سال ۱۱۸۶ م، یعنی زمانی که کلیسای تعهد با کنده کاری و سنگ‌تراشی‌هایی، تزئین شد.
مرحلهٔ سوم: از آن تاریخ (۱۱۸۶ م) تا زمان جنگ باسیان در سال ۱۲۰۳ که در این مدت خانه‌هایی مسکونی ساخته شد که از آن‌ها برای استحکامات دفاعی، محل ذخیره کردن آب و شبکهٔ آبیاری استفاده شد.
مرحلهٔ چهارم یک دورهٔ زمانی برای بازسازی جزئی بناها بود، چرا که زمین لرزهٔ سال ۱۲۸۳ به این مکان خسارات سنگینی وارد کرد.

## تاریخ
تعدادی از منابع مستند و اطلاعات تکمیلی، از ساختمان‌های فیزیکی این محل سرچشمه می‌گیرد. مجموعهٔ کتاب‌های تاریخی با عنوان تاریخ گرجستان به این موضوع اشاره می‌کنند که: ملکه تامار بعد از دریافت کمک‌های الهی و پیروزی در نبردهایش و قبل از انتقال صومعه به زدا واردزیا یک کلیسا با قبله‌ای از شمایل مریم مقدس بنا کرد. گفته می‌شود وی به دلیل نبردهایش با مسلمانان از واردزیا کوچ کرد و پس از پیروزی‌های بعدی اش در جنگ باسیان، لوان شاوتلی به افتخار او در کلیسای مریم مقدس جشنی برگزار کرد. تاریخ گرجستان همچنین به چگونگی رهایی یافتن واردزیا از تهاجم مغول در سال ۱۲۹۰ می‌پردازد.
حسن بیروملو تاریخ‌نگار دورهٔ صفویه، قبل از آن که دربارهٔ غارت واردزیا توسط ایرانی‌ها به رهبری شاه طهماسب در سال ۱۵۵۱ توضیح دهد، واردزیا را یک شگفتی با دیوارهای غیرقابل تسخیر و بزرگ، توصیف می‌کند. تقریباً در زمان معاصر، کتاب انجیل، از یک بازار ایرانی به جایگاه خود یعنی واردزیا بازگشته است. پس از ورود عثمانی‌ها در سال ۱۵۷۸ و رفتن راهبه‌ها، این محل متروکه شد.

## موقعیت
مناطق وسیع تری از واردزیا نیز شامل کلیسایی در محلی موسوم به زدا مربوط به قرن ۱۱ میلادی و همچنین یک روستا مربوط به قرن ۱۰ تا ۱۲ و کلیسای آنانائوری می‌باشد. پائین‌ترین سطح این محل از لایه‌های پرتگاه مرکزی تراشیده شده و در ارتفاع ۱۳۰۰ متری از سطح دریا قرار دارد و کلیسای دورمیتیونی آن را به دو بخش شرقی و غربی تقسیم کرده‌است. در بخش شرقی این مجموعه ۷۹ غار مسکونی جداگانه در ۸ ردیف و با مجموع ۲۴۲ اتاق وجود دارد که از میان آن‌ها ۶ عبادتگاه، ۱ داروخانه، ۱ مهمانخانه، ۱ مجلس و ۱ اتاق مخصوص ملکه وجود دارد. همچنین ۲۵ اتاق به عنوان انبار و همچنین نگهداری شراب در زیر زمین وجود دارد. وجود ۱۸۵ کوزهٔ شراب در قسمت انبار، نشان دهندهٔ اهمیت فرهنگ و اقتصاد رهبانی ساکنان این مجموعه بوده‌است. در بخش غربی، بین برج ناقوس و کلیسای اصلی، بیش از ۴۰ خانه، در ۱۳ ردیف و با مجموع ۱۶۵ اتاق وجود دارد که از میان آن‌ها، ۶ عبادتگاه، ۱ غذا خوری مخصوص راهبان، ۱ نانوایی و نیز اجاق‌هایی مخصوص برای پخت نان و همچنین ۱ کورهٔ آهنگری وجود دارد. این مجتمع در آن سوی برج ناقوس، تا ۱۹ ردیف به بالا امتداد دارد که با پله‌هایی به یک قبرستان منتهی می‌شود.

## کلیسای تعهد
این کلیسا مرکز روحانی – معنوی و کانون تاریخی این محل بوده‌است و از نیز این کلیسا از دل صخره تراشیده شده که اندازهٔ دیوارهای سنگی آن ۲۷ فوت در ۴۸ فوت و به ارتفاع ۳۰ فوت می‌رسد. دیوارهای کلیسا نقاشی شده‌اند. این نقاشی‌ها به‌طور قاطع نشان دهندهٔ اهمیت ظهور و پیشرفت دیوارنگاره مربوط به قرون وسطایی است.
روی دیوار شمالی کلیسا، تمثالی از راتی سوراملی به یادگار گذاشته شده‌است. همراه این تمثال کتیبه‌ای نیز با این مضمون وجود دارد: «خدایا، این هدیه را از بنده ات راتی بپذیر… که او این کلیسا را برای رضای تو تزئین کرده‌است»
روی همان دیوار (دیوار شمالی) تمثال‌های از مؤسسان سلطنتی، گیورگی سوم و ملکه تامار به چشم می‌خورد. روی کتیبه‌ای که همراه تمثال تامار دیده می‌شود نوشته شده: «خدا به او عمر طولانی عطا کند». اما همراه تمثال گیورگی کتیبله‌ای دیده نمی‌شود، این موضوع نشان می‌دهد که تاریخ این نقاشی‌ها بین مرگ گیورگی در سال ۱۱۸۴ و ازدواج تامار در سال ۱۱۸۶ بوده‌است.
نقاشی‌هایی از حوادث مهم زندگی عیسی، دیوارهای زیر زمین و همچنین دیوارهای بالایی را پوشانده‌است. این نقاشی‌ها با بشارت جبرئیل به مریم مقدس شروع شده و با نقاشی‌هایی از شمایل تولد مسیح، مراسم تقدیم پیشکشی به معبد – مراسم غسل تعمید – تجلی روح – به دار کشیدن ایلعاذر – ورود پیروزمندانه به اورشلیم – شام آخر –شستن پاها – به صلیب کشیدن مسیح – تصاویری دلخراش از جهنم – صعود و نزول روح القدس – دنبال می‌شود.
در سطح پایین‌تر دیوارها که بیشتر قابل دسترسی هستند تصاویر قدیسان به چشم می‌خورد. روی دیوارهای تحصن گاه، پشت محراب، نقاشی‌های دروازهٔ کلیسای پدر وجود دارد. در سالن هشتی کلیسا صحنه‌هایی از «قضاوت آخر» در - آغوش آبراهام – حمل یک صلیب توسط فرشته‌ها به تصویر کشیده شده‌است. سایر نقاشی‌ها در سال ۱۲۸۳ مفقود شده‌اند.

## مدیریت
از سال ۱۹۸۵ این محل، بخشی از موزهٔ تاریخی – معماری واردزیا به‌شمار می‌رود که شامل ۴۶ محل مربوط به معماری و ۲۱ محل مربوط به باستان‌شناسی و ۲۱ محل مربوط به هنرهای تاریخی است. در سال ۱۹۹۹ این منطقه طبق معیارهای ii, iii, iv, v، vi و vi به عنوان یک محل فرهنگی در لیست میراث جهانی یونسکو ثبت شد.
شورای بین‌المللی ابنیه و محوطه‌ها در ارزیابی‌هایشان خاطرنشان کردند صومعهٔ گورمه در کاپادوکیه از میان صومعه‌های این شهر، از اهمیت بین‌المللی برخوردار است. در سال ۲۰۰۷ نیز واردزیا طبق معیار vii به عنوان یک فرهنگ ترکیبی و مکان ملی در میراث جهانی یونسکو به ثبت رسید.
از سال ۲۰۱۲ حفظ و نگهداری از نقاشی‌های دیواری کلیسای تعهد را مؤسسهٔ هنر و آژانس ملی حفظ میراث فرهنگی گرجستان و همچنین آکادمی هنر تفلیس بر عهده دارند.

## سراسرنما

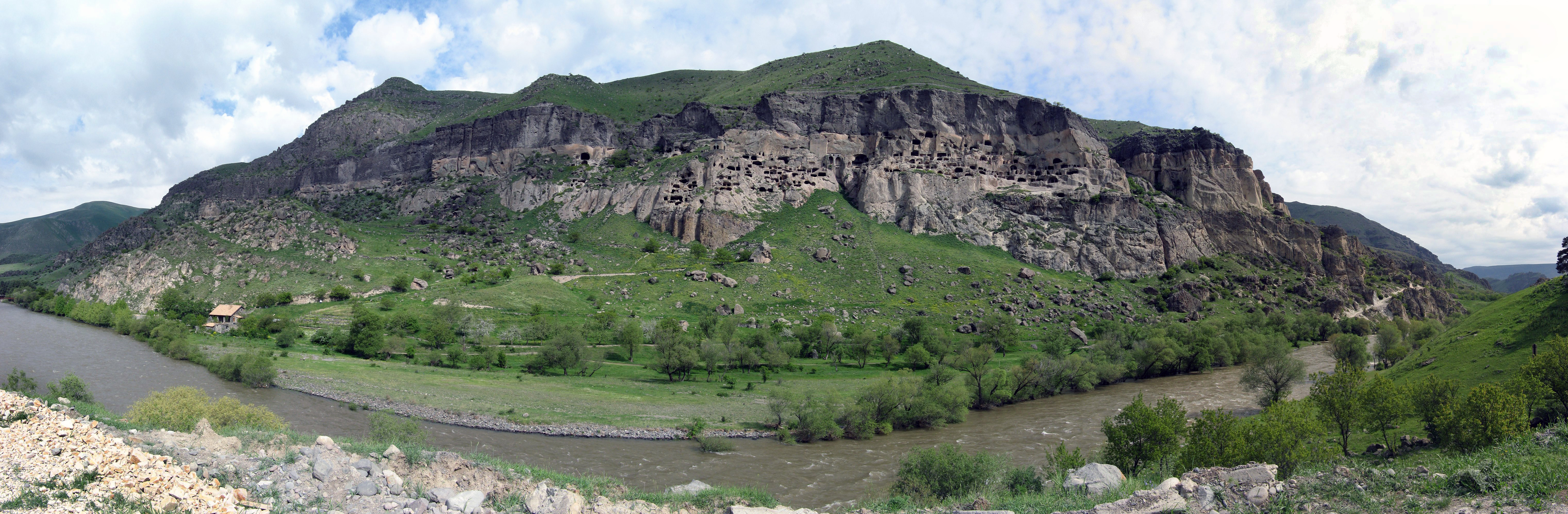
شهر سنگی واردزیا